# Nokia 6220 Classic
Nokia 6220 Classic är en mobiltelefon från Nokia som lanserades år 2008. Det är Nokias andra telefon med blixttypen Xenon, efter Nokia N82 från 2007.

## Teknisk data
- 5 megapixel-kamera
- 5 spel
- Mp3/mp4 spelare
- Realplayer
- Internet
- Telefonbok
- Sms, mms, ljudmeddelande, e-post
- Galleri
- Radio
- Flash-spel
- Kalender
- PPT
- Bluetooth
- 125Mb minne
- MicroSD minneskort
- Nokia Maps